# Lista das melhores instituições de ensino superior do Brasil

## Ranking Universitário da Folha de S.Paulo
| Universidade                                            | Universidade | Administração | 2024 | 2023 |
| ------------------------------------------------------- | ------------ | ------------- | ---- | ---- |
| Universidade de São Paulo                               | USP          | Pública       | 1    | 1    |
| Universidade Estadual de Campinas                       | Unicamp      | Pública       | 2    | 2    |
| Universidade Federal do Rio Grande do Sul               | UFRGS        | Pública       | 3    | 3    |
| Universidade Federal do Rio de Janeiro                  | UFRJ         | Pública       | 4    | 4    |
| Universidade Federal de Minas Gerais                    | UFMG         | Pública       | 5    | 5    |
| Universidade Estadual Paulista                          | Unesp        | Pública       | 6    | 6    |
| Universidade Federal de Santa Catarina                  | UFSC         | Pública       | 7    | 7    |
| Universidade de Brasília                                | UnB          | Pública       | 8    | 9    |
| Universidade Federal do Paraná                          | UFPR         | Pública       | 9    | 8    |
| Universidade Federal de São Paulo                       | Unifesp      | Pública       | 10   | 12   |
| Universidade Federal de Pernambuco                      | UFPE         | Pública       | 11   | 10   |
| Universidade Federal de São Carlos                      | UFSCar       | Pública       | 12   | 11   |
| Universidade Federal de Santa Maria                     | UFSM         | Pública       | 13   | 22   |
| Universidade Federal de Uberlândia                      | UFU          | Pública       | 14   | 18   |
| Universidade Federal de Viçosa                          | UFV          | Pública       | 15   | 14   |
| Universidade Federal do Rio Grande do Norte             | UFRN         | Pública       | 16   | 15   |
| Universidade Federal Fluminense                         | UFF          | Pública       | 17   | 13   |
| Universidade Federal da Bahia                           | UFBA         | Pública       | 18   | 16   |
| Universidade Federal de Goiás                           | UFG          | Pública       | 19   | 21   |
| Universidade Federal do Ceará                           | UFC          | Pública       | 20   | 17   |
| Universidade do Estado do Rio de Janeiro                | UERJ         | Pública       | 21   | 20   |
| Pontifícia Universidade Católica do Rio Grande do Sul   | PUCRS        | Privada       | 22   | 19   |
| Universidade Federal do Espírito Santo                  | UFES         | Pública       | 23   | 24   |
| Universidade Estadual de Maringá                        | UEM          | Pública       | 24   | 23   |
| Pontifícia Universidade Católica do Rio de Janeiro      | PUC Rio      | Privada       | 25   | 25   |
| Universidade Federal de Lavras                          | UFLA         | Pública       | 26   | 28   |
| Universidade Estadual de Londrina                       | UEL          | Pública       | 27   | 26   |
| Universidade Federal da Paraíba                         | UFPB         | Pública       | 28   | 31   |
| Universidade Federal de Sergipe                         | UFS          | Pública       | 29   | 30   |
| Universidade Federal de Juiz de Fora                    | UFJF         | Pública       | 30   | 27   |
| Universidade Federal do Pará                            | UFPA         | Pública       | 31   | 29   |
| Pontifícia Universidade Católica do Paraná              | PUCPR        | Privada       | 32   | 32   |
| Universidade Federal de Pelotas                         | UFPel        | Pública       | 33   | 35   |
| Universidade do Vale do Rio dos Sinos                   | Unisinos     | Privada       | 34   | 33   |
| Universidade Tecnológica Federal do Paraná              | UTFPR        | Pública       | 35   | 43   |
| Universidade Federal de Mato Grosso do Sul              | UFMS         | Pública       | 36   | 40   |
| Universidade Federal do ABC                             | UFABC        | Pública       | 37   | 39   |
| Universidade Federal de Mato Grosso                     | UFMT         | Pública       | 38   | 37   |
| Universidade Federal de Alagoas                         | UFAL         | Pública       | 39   | 42   |
| Universidade Presbiteriana Mackenzie                    | Mackenzie    | Privada       | 40   | 38   |
| Universidade Estadual de Ponta Grossa                   | UEPG         | Pública       | 41   | 36   |
| Universidade de Pernambuco                              | UPE          | Pública       | 42   | 50   |
| Universidade Federal do Amazonas                        | UFAM         | Pública       | 43   | 55   |
| Universidade Federal de Ouro Preto                      | UFOP         | Pública       | 44   | 41   |
| Universidade do Estado de Santa Catarina                | Udesc        | Pública       | 45   | 45   |
| Universidade Federal Rural do Rio de Janeiro            | UFRRJ        | Pública       | 46   | 46   |
| Universidade Estadual do Norte Fluminense Darcy Ribeiro | UENF         | Pública       | 47   | 44   |
| Universidade Federal do Piauí                           | UFPI         | Pública       | 48   | 34   |
| Universidade Federal de Campina Grande                  | UFCG         | Pública       | 49   | 49   |
| Universidade Estadual do Oeste do Paraná                | Unioeste     | Pública       | 50   | 56   |

## Índice Geral de Cursos (IGC)
Instituições com Índice Geral de Cursos (IGC) na faixa máxima (5) em 2022 (referente a avaliação de 2021,[carece de fontes?] atualizado em 12 de abril de 2024). A Universidade de São Paulo não está incluída nesses resultados.
| Instituição de ensino superior                                         | Instituição de ensino superior                                         | Organização acadêmica | Categoria administrativa | UF | N.º de cursos avaliados | IGC contínuo |
| ---------------------------------------------------------------------- | ---------------------------------------------------------------------- | --------------------- | ------------------------ | -- | ----------------------- | ------------ |
| Escola Brasileira de Administração Pública e de Empresas               | EBAPE                                                                  | Faculdade             | Privada                  | RJ | 1                       | 4,9890       |
| EPGE Escola Brasileira de Economia e Finanças                          | EBEF                                                                   | Faculdade             | Privada                  | RJ | 1                       | 4,9858       |
| Escola de Ciências Sociais FGV CPDOC                                   | Escola de Ciências Sociais FGV CPDOC                                   | Faculdade             | Privada                  | RJ | 1                       | 4,9449       |
| Faculdade Autônoma de Direito                                          | FADISP                                                                 | Faculdade             | Privada                  | SP | 1                       | 4,8234       |
| Faculdades EST                                                         | EST                                                                    | Faculdade             | Privada                  | RS | 2                       | 4,6839       |
| Faculdade Fucape                                                       | FUCAPE                                                                 | Faculdade             | Privada                  | ES | 3                       | 4,6453       |
| Escola de Direito do Rio de Janeiro                                    | DIREITO RIO                                                            | Faculdade             | Privada                  | RJ | 1                       | 4,6197       |
| Escola de Economia de São Paulo                                        | EESP                                                                   | Faculdade             | Privada                  | SP | 1                       | 4,6157       |
| FGV / Escola de Relações Internacionais                                | FGV/RI                                                                 | Faculdade             | Privada                  | SP | 1                       | 4,6037       |
| Universidade Estadual de Campinas                                      | UNICAMP                                                                | Universidade          | Pública Estadual         | SP | 60                      | 4,5948       |
| Instituto Militar de Engenharia                                        | IME                                                                    | Faculdade             | Pública Federal          | RJ | 9                       | 4,4701       |
| Faculdade de Direito de Vitória                                        | FDV                                                                    | Faculdade             | Privada                  | ES | 1                       | 4,4541       |
| Instituto Tecnológico de Aeronáutica                                   | ITA                                                                    | Faculdade             | Pública Federal          | SP | 6                       | 4,4341       |
| Universidade Federal do Rio Grande do Sul                              | UFRGS                                                                  | Universidade          | Pública Federal          | RS | 56                      | 4,4315       |
| Universidade Federal de Minas Gerais                                   | UFMG                                                                   | Universidade          | Pública Federal          | MG | 55                      | 4,4167       |
| Escola de Direito de São Paulo                                         | FGV DIREITO SP                                                         | Faculdade             | Privada                  | SP | 1                       | 4,3832       |
| Escola de Administração de Empresas de São Paulo                       | FGV-EAESP                                                              | Faculdade             | Privada                  | SP | 2                       | 4,3670       |
| Fundação Universidade Federal do ABC                                   | UFABC                                                                  | Universidade          | Pública Federal          | SP | 15                      | 4,3591       |
| Universidade Federal de Santa Catarina                                 | UFSC                                                                   | Universidade          | Pública Federal          | SC | 68                      | 4,3488       |
| Faculdade Jesuíta de Filosofia e Teologia                              | FAJE                                                                   | Faculdade             | Privada                  | MG | 3                       | 4,3481       |
| Universidade Federal de São Paulo                                      | UNIFESP                                                                | Universidade          | Pública Federal          | SP | 31                      | 4,3275       |
| Faculdade FIA de Administração e Negócios                              | FFIA                                                                   | Faculdade             | Privada                  | SP | 1                       | 4,3101       |
| Instituto Nacional de Ensino Superior e Pós-Graduação Padre Gervásio   | INAPÓS                                                                 | Faculdade             | Privada                  | MG | 1                       | 4,2807       |
| Faculdade de Balsas                                                    | UNIBALSAS                                                              | Faculdade             | Privada                  | MA | 6                       | 4,2796       |
| Universidade Federal de Viçosa                                         | UFV                                                                    | Universidade          | Pública Federal          | MG | 60                      | 4,2425       |
| Faculdade de Medicina de São José do Rio Preto                         | FAMERP                                                                 | Faculdade             | Pública Estadual         | SP | 3                       | 4,2361       |
| Universidade Estadual Paulista                                         | UNESP                                                                  | Universidade          | Pública Estadual         | SP | 135                     | 4,2269       |
| Universidade Federal de São Carlos                                     | UFSCAR                                                                 | Universidade          | Pública Federal          | SP | 54                      | 4,2192       |
| Faculdade São Leopoldo Mandic                                          | Faculdade São Leopoldo Mandic                                          | Faculdade             | Privada                  | SP | 2                       | 4,2167       |
| Universidade Federal do Rio de Janeiro                                 | UFRJ                                                                   | Universidade          | Pública Federal          | RJ | 75                      | 4,2077       |
| Universidade Federal do Sul da Bahia                                   | UFSB                                                                   | Universidade          | Pública Federal          | BA | 5                       | 4,1989       |
| Universidade Federal de Lavras                                         | UFLA                                                                   | Universidade          | Pública Federal          | MG | 30                      | 4,1856       |
| Universidade de Brasília                                               | UNB                                                                    | Universidade          | Pública Federal          | DF | 77                      | 4,1787       |
| Franklincovey Business School                                          | FCBS                                                                   | Faculdade             | Privada                  | SP | 1                       | 4,1623       |
| Faculdade Multivix São Mateus                                          | Faculdade Multivix São Mateus                                          | Faculdade             | Privada                  | ES | 3                       | 4,1583       |
| Faculdade Sebrae                                                       | Faculdade Sebrae                                                       | Faculdade             | Privada                  | SP | 1                       | 4,1556       |
| Universidade Federal do Paraná                                         | UFPR                                                                   | Universidade          | Pública Federal          | PR | 83                      | 4,1542       |
| Faculdade Cesgranrio                                                   | FACESGRANRIO                                                           | Faculdade             | Privada                  | RJ | 1                       | 4,1345       |
| Faculdade de Direito da Fundação Escola Superior do Ministério Público | Faculdade de Direito da Fundação Escola Superior do Ministério Público | Faculdade             | Privada                  | RS | 1                       | 4,1207       |
| Escola de Governo Professor Paulo Neves de Carvalho                    | EG                                                                     | Faculdade             | Pública Estadual         | MG | 1                       | 4,1133       |
| Instituto de Desenvolvimento Tecnológico da FGV                        | FGV/IDT                                                                | Faculdade             | Privada                  | RJ | 5                       | 4,1113       |
| Universidade Federal da Bahia                                          | UFBA                                                                   | Universidade          | Pública Federal          | BA | 66                      | 4,0929       |
| Universidade Federal de Santa Maria                                    | UFSM                                                                   | Universidade          | Pública Federal          | RS | 81                      | 4,0747       |
| Faculdade de Ciências e Saúde Edufor                                   | EDUFOR                                                                 | Faculdade             | Privada                  | MA | 1                       | 4,0645       |
| Universidade Estadual do Oeste do Paraná                               | UNIOESTE                                                               | Universidade          | Pública Estadual         | PR | 32                      | 4,0487       |
| Faculdade Unida de Vitória                                             | Faculdade Unida de Vitória                                             | Faculdade             | Privada                  | ES | 2                       | 4,0374       |
| Universidade Federal de Pernambuco                                     | UFPE                                                                   | Universidade          | Pública Federal          | PE | 71                      | 4,0331       |
| Centro Universitário Cesuca                                            | CESUCA                                                                 | Centro Universitário  | Privada                  | RS | 10                      | 4,0134       |
| Pontifícia Universidade Católica do Rio de Janeiro                     | PUC-RIO                                                                | Universidade          | Privada                  | RJ | 40                      | 4,0062       |
| Fundação Universidade Federal de Ciências da Saúde de Porto Alegre     | UFCSPA                                                                 | Universidade          | Pública Federal          | RS | 11                      | 4,0051       |
| Universidade Federal do Ceará                                          | UFC                                                                    | Universidade          | Pública Federal          | CE | 76                      | 3,9995       |
| Faculdade de Ciências Médicas da Santa Casa de São Paulo               | FCMSCSP                                                                | Faculdade             | Privada                  | SP | 4                       | 3,9984       |
| Universidade Estadual do Norte Fluminense Darcy Ribeiro                | UENF                                                                   | Universidade          | Pública Estadual         | RJ | 17                      | 3,9971       |
| Pontifícia Universidade Católica do Rio Grande do Sul                  | PUCRS                                                                  | Universidade          | Privada                  | RS | 45                      | 3,9891       |
| Faculdade Pedro Leopoldo                                               | FPL                                                                    | Faculdade             | Privada                  | MG | 1                       | 3,9844       |
| Universidade Federal do Rio Grande do Norte                            | UFRN                                                                   | Universidade          | Pública Federal          | RN | 83                      | 3,9799       |
| Pontifícia Universidade Católica de São Paulo                          | PUCSP                                                                  | Universidade          | Privada                  | SP | 26                      | 3,9593       |
| Faculdade Multivix de Cachoeiro                                        | UNES                                                                   | Faculdade             | Privada                  | ES | 4                       | 3,9479       |

## Academic Ranking of World Universities
| Universidade                                | 2024     | 2023     | 2022     |
| ------------------------------------------- | -------- | -------- | -------- |
| Universidade de São Paulo                   | 101-150  | 101-150  | 101-150  |
| Universidade Estadual de Campinas           | 401-500  | 401-500  | 301-400  |
| Universidade Estadual Paulista              | 401-500  | 301-400  | 401-500  |
| Universidade Federal do Rio Grande do Sul   | 401-500  | 401-500  | 401-500  |
| Universidade Federal de Minas Gerais        | 501-600  | 401-500  | 401-500  |
| Universidade Federal do Rio de Janeiro      | 501-600  | 501-600  | 401-500  |
| Universidade de Brasília                    | 701-800  | 701-800  | 701-800  |
| Universidade Federal de Santa Catarina      | 701-800  | 701-800  | 701-800  |
| Universidade Federal de Santa Maria         | 701-800  | 801-900  | 801-900  |
| Universidade Federal de São Paulo           | 701-800  | 701-800  | 601-700  |
| Universidade Federal do Paraná              | 701-800  | 701-800  | 601-700  |
| Universidade Federal de São Carlos          | 801-900  | 801-900  | 601-700  |
| Universidade Federal de Viçosa              | 801-900  | 801-900  | 601-700  |
| Universidade Federal da Bahia               | 901-1000 | –        | 901-1000 |
| Universidade Federal de Goiás               | 901-1000 | 901-1000 | 901-1000 |
| Universidade Federal de Pelotas             | 901-1000 | 901-1000 | 801-900  |
| Universidade Federal de Pernambuco          | 901-1000 | 901-1000 | 801-900  |
| Universidade Federal do Ceará               | 901-1000 | 901-1000 | 801-900  |
| Universidade Federal Fluminense             | –        | 801-900  | 701-800  |
| Universidade Federal de Mato Grosso do Sul  | –        | –        | 901-1000 |
| Universidade Federal do Rio Grande do Norte | –        | –        | 901-1000 |

## QS World University Rankings
De acordo com o ranking feito pela Quacquarelli Symonds (QS), as melhores universidades brasileiras são:
| Universidade                                          | 2025      | 2024      | 2023      | 2022      |
| ----------------------------------------------------- | --------- | --------- | --------- | --------- |
| Universidade de São Paulo                             | 92        | =85       | 115       | =121      |
| Universidade Estadual de Campinas                     | 232       | =220      | =210      | 219       |
| Universidade Federal do Rio de Janeiro                | =304      | =371      | 333       | =369      |
| Universidade Estadual Paulista                        | =489      | =419      | =477      | =492      |
| Pontifícia Universidade Católica do Rio de Janeiro    | 611-620   | =595      | 601-650   | 651-700   |
| Universidade Federal de Minas Gerais                  | 671-680   | 691-700   | 701-750   | 651-700   |
| Universidade Federal de São Paulo                     | 691-700   | 731-740   | =441      | =434      |
| Universidade Federal do Rio Grande do Sul             | 691-700   | 691-700   | 751-800   | 751-800   |
| Universidade de Brasília                              | 751-760   | 801-850   | 801-1000  | 801-1000  |
| Universidade Federal de Santa Catarina                | 781-790   | 801-850   | 801-1000  | 801-1000  |
| Pontifícia Universidade Católica de São Paulo         | 1001-1200 | 1001-1200 | 801-1000  | 801-1000  |
| Universidade Federal de Pernambuco                    | 1001-1200 | 1001-1200 | 1001-1200 | 801-1000  |
| Universidade Federal de São Carlos                    | 1001-1200 | 1001-1200 | 801-1000  | 801-1000  |
| Universidade Federal do Paraná                        | 1001-1200 | 1001-1200 | 801-1000  | 801-1000  |
| Universidade Federal Fluminense                       | 1001-1200 | 1201-1400 | 1201-1400 | 1001-1200 |
| Pontifícia Universidade Católica do Rio Grande do Sul | 1201-1400 | 1201-1400 | 1201-1400 | 1001-1200 |
| Universidade do Estado do Rio de Janeiro              | 1201-1400 | 1201-1400 | 1001-1200 | 1001-1200 |
| Universidade Federal da Bahia                         | 1201-1400 | 1201-1400 | 1201-1400 | 1001-1200 |
| Universidade Federal de Juiz de Fora                  | 1201-1400 | 1201-1400 | 1001-1200 | 1001-1200 |
| Universidade Federal de Pelotas                       | 1201-1400 | 1201-1400 | 1001-1200 | 1001-1200 |
| Universidade Federal de Santa Maria                   | 1201-1400 | 1201-1400 | 1201-1400 | 1201+     |
| Universidade Federal de Viçosa                        | 1201-1400 | 1201-1400 | 1201-1400 | 1001-1200 |
| Universidade Federal do Ceará                         | 1201-1400 | 1201-1400 | 1201-1400 | 1001-1200 |
| Universidade Federal do Rio Grande do Norte           | 1201-1400 | 1401+     | 1201-1400 | –         |
| Universidade Presbiteriana Mackenzie                  | 1201-1400 | 1201-1400 | 1201-1400 | –         |

## Times Higher Education World University Rankings
| Universidade                                          | 2025      | 2024      | 2023      |
| ----------------------------------------------------- | --------- | --------- | --------- |
| Universidade de São Paulo                             | 199       | 201–250   | 201–250   |
| Universidade Estadual de Campinas                     | 351–400   | 351–400   | 401–500   |
| Pontifícia Universidade Católica do Rio de Janeiro    | 601–800   | 801–1000  | 801–1000  |
| Universidade Federal do Rio de Janeiro                | 601–800   | 601–800   | 1001–1200 |
| Universidade Federal do Rio Grande do Sul             | 601–800   | 601–800   | 601–800   |
| Universidade Estadual Paulista                        | 801–1000  | 601–800   | 1001–1200 |
| Universidade Federal de Minas Gerais                  | 801–1000  | 801–1000  | 801–1000  |
| Universidade Federal de São Paulo                     | 801–1000  | 801–1000  | 601–800   |
| Pontifícia Universidade Católica do Rio Grande do Sul | 1001–1200 | 1001–1200 | 801–1000  |
| Universidade Federal de Santa Catarina                | 1001–1200 | 801–1000  | 1001–1200 |
| Pontifícia Universidade Católica do Paraná            | 1201–1500 | 1201–1500 | 1201–1500 |
| Universidade de Brasília                              | 1201–1500 | 1201–1500 | 1201–1500 |
| Universidade do Vale do Rio dos Sinos                 | 1201–1500 | 1201–1500 | 1201–1500 |
| Universidade Federal de Lavras                        | 1201–1500 | 1201–1500 | 1201–1500 |
| Universidade Federal de Santa Maria                   | 1201–1500 | 1201–1500 | 1201–1500 |
| Universidade Federal de São Carlos                    | 1201–1500 | 1001–1200 | 1201–1500 |
| Universidade Federal de Uberlândia                    | 1201–1500 | 1201–1500 | 1201–1500 |
| Universidade Federal do ABC                           | 1201–1500 | 1201–1500 | 1201–1500 |
| Universidade Federal do Paraná                        | 1201–1500 | 1201–1500 | 1201–1500 |

A USP esteve ranqueada entre as 90 melhores universidades com melhor reputação no planeta em 2023, segundo o Times Higher Education.

## University Ranking by Academic Performance
| Universidade                                                 | 2023-24 | 2022-23 | 2021-22 |
| ------------------------------------------------------------ | ------- | ------- | ------- |
| Universidade de São Paulo                                    | 40      | 33      | 31      |
| Universidade Estadual de Campinas                            | 292     | 252     | 259     |
| Universidade Estadual Paulista                               | 323     | 279     | 268     |
| Universidade Federal do Rio Grande do Sul                    | 349     | 322     | 308     |
| Universidade Federal de Minas Gerais                         | 352     | 315     | 316     |
| Universidade Federal do Rio de Janeiro                       | 392     | 339     | 334     |
| Universidade Federal de São Paulo                            | 489     | 419     | 423     |
| Universidade Federal de Santa Catarina                       | 539     | 491     | 458     |
| Universidade de Brasília                                     | 620     | 640     | 604     |
| Universidade Federal do Paraná                               | 637     | 571     | 574     |
| Universidade Federal de São Carlos                           | 693     | 658     | 650     |
| Universidade Federal de Pernambuco                           | 768     | 729     | 713     |
| Universidade Federal da Bahia                                | 803     | 840     | 872     |
| Universidade Federal do Rio Grande do Norte                  | 808     | 811     | 823     |
| Universidade Federal de Santa Maria                          | 813     | 764     | 771     |
| Universidade Federal Fluminense                              | 832     | 766     | 777     |
| Universidade Federal do Ceará                                | 858     | 749     | 738     |
| Universidade Federal de Uberlândia                           | 900     | 990     | 978     |
| Universidade Federal de Goiás                                | 930     | 911     | 894     |
| Universidade Federal de Viçosa                               | 943     | 857     | 816     |
| Universidade Federal do Espírito Santo                       | 959     | 973     | 973     |
| Universidade do Estado do Rio de Janeiro                     | 1004    | 797     | 803     |
| Universidade Federal da Paraíba                              | 1065    | 1008    | 1005    |
| Universidade Federal do Pará                                 | 1090    | 1044    | 1053    |
| Universidade Federal de Pelotas                              | 1114    | 989     | 845     |
| Universidade Federal de Lavras                               | 1143    | 1122    | 1115    |
| Universidade Federal de Sergipe                              | 1171    | 1105    | 982     |
| Universidade Tecnológica Federal do Paraná                   | 1211    | 1139    | 1166    |
| Universidade Estadual de Maringá                             | 1229    | 1115    | 1009    |
| Universidade Federal de Mato Grosso do Sul                   | 1243    | 983     | 979     |
| Pontifícia Universidade Católica do Rio Grande do Sul        | 1377    | 1236    | 1292    |
| Universidade Estadual de Londrina                            | 1415    | 1223    | 1161    |
| Universidade Federal do Rio Grande                           | 1486    | 1396    | 1412    |
| Universidade Federal de Juiz de Fora                         | 1520    | 1327    | 1250    |
| Universidade Federal do Piauí                                | 1542    | 1468    | 1561    |
| Universidade Federal Rural de Pernambuco                     | 1568    | 1487    | 1509    |
| Universidade Federal de Alagoas                              | 1609    | 1661    | 1624    |
| Pontifícia Universidade Católica do Paraná                   | 1626    | 1475    | 1506    |
| Universidade Federal do ABC                                  | 1685    | 1597    | 1566    |
| Universidade Federal do Amazonas                             | 1829    | 1695    | 1748    |
| Instituto Federal de Educação, Ciência e Tecnologia do Ceará | 1834    | 1756    | 1800    |
| Universidade Federal de Ouro Preto                           | 1845    | 1663    | 1515    |
| Pontifícia Universidade Católica do Rio de Janeiro           | 1869    | 1713    | 1740    |
| Universidade do Estado de Santa Catarina                     | 1896    | 1737    | 1627    |
| Universidade Federal do Maranhão                             | 1943    | 1822    | 1704    |
| Universidade Federal do Triângulo Mineiro                    | 1949    | 1992    | 1912    |
| Universidade Federal de Campina Grande                       | 2013    | 1802    | 1754    |
| Universidade Federal Rural do Rio de Janeiro                 | 2016    | 1766    | 1732    |
| Universidade Federal de São João del-Rei                     | 2031    | 1907    | 1861    |
| Universidade de Fortaleza                                    | 2149    | 2016    | 1953    |